# Alagoas
Alagoas é uma das 27 unidades federativas do Brasil. Está situado no leste da região Nordeste e tem como limites Pernambuco (N e NO), Sergipe (S), Bahia (SO) e o Oceano Atlântico (L). Seu território é dividido em 102 municípios numa área de 27 848,140 km², sendo ligeiramente menor que a Albânia. Sua capital é a cidade de Maceió e a sede administrativa é o Palácio República dos Palmares. O atual governador é Paulo Dantas (MDB).
Inicialmente, o território alagoano constituía a parte sul da Capitania de Pernambuco, só vindo a conquistar sua autonomia em 1817, como punição imposta por D. João VI aos pernambucanos pela chamada "Revolução Pernambucana", movimento separatista. Sua ocupação decorreu da expansão para o sul da lavoura de cana-de-açúcar da Capitania de Pernambuco, que necessitava de novas áreas de cultivo. Surgiram, assim, Porto Calvo, Alagoas (atual Marechal Deodoro) e Penedo, núcleos que orientaram, por muito tempo, a colonização e a vida econômica e social da região. A invasão holandesa em Pernambuco estendeu-se a Alagoas em 1631. Os invasores foram expulsos em 1645, depois de intensos combates em Porto Calvo, deixando a economia local totalmente desorganizada. A fuga de escravos negros durante a invasão holandesa criou um sério problema de falta de mão de obra nas plantações de cana. Agrupados em aldeamentos denominados quilombos, os negros só foram dominados completamente no final do século XVII, com a destruição do quilombo mais importante, o de Palmares.
Durante o Império, a Confederação do Equador (1824) movimento separatista e republicano, recebeu o apoio de destacadas figuras alagoanas. Na década de 1840, a vida política local foi marcada pelo conflito entre os lisos, conservadores, e os cabeludos, liberais. No início do século XX, o sertão alagoano viveu a experiência pioneira de Delmiro Gouveia, empresário cearense que instalou, em Pedra (atualmente, Delmiro Gouveia), a fábrica de linhas Estrela, que chegou a produzir 200 mil carretéis diários. Delmiro Gouveia foi assassinado em outubro de 1917 em circunstâncias até hoje não esclarecidas, depois de ser pressionado, segundo consta, a vender sua fábrica a firmas concorrentes estrangeiras. Depois de sua morte, suas máquinas teriam sido destruídas e atiradas na cachoeira de Paulo Afonso.
Penúltimo estado brasileiro em área (mais extenso apenas que Sergipe) e 16º em população, é um dos maiores produtores de cana-de-açúcar e coco-da-baía do país e tem na agropecuária a base de sua economia. Terra do sururu, marisco das lagoas que serve de alimento à população do litoral, e da água de coco, Alagoas possui também um dos folclores mais ricos do país. O estado possui um dos menores índice de desenvolvimento humano (IDH) e índice de alfabetização do país, embora tenha se destacando cada vez mais para melhoramento dos índices, como é o caso da mortalidade infantil no estado, saindo do último lugar para o décimo sexto em todo o país, devido a políticas voltadas a saúde dos recém-nascidos no interior de Alagoas.

## Etimologia
O latim lacus, "tanque, lago" é a fonte, no acervo vocabular primitivo, do português, espanhol e italiano lago e do francês lac; um seu derivado, o latim lacuna, "fojo, buraco", "falta, carência, omissão", explica o espanhol e italiano laguna. O português "lagoa", coincidente com a variante espanhola lagona e o mirandês llagona, supõe mudança de sufixo, documentada já em 938 num documento de Valencia, sob a grafia lacona, e noutro de 1094, de Sahagún, sob a grafia lagona. Sob a grafia "lagona" (talvez "lagõna"), é documentado no século XIV, tendo alternado com a forma "lago" por longo tempo. Já a prótese (incorporação do artigo "a", formando "alagoa") ocorreu sobretudo a partir de locuções ("na lagoa", "vindo da lagoa") ou por regularização morfológica com os derivados do verbo "alagar" ("alagadiço", "alagado", "alagador", "alagamento" etc.). O dicionário Aurélio registra "alagoa" como uma variação de "lagoa".
A forma "alagoa" aparece nos nomes concorrentes das lagoas Manguaba e Mundaú (aquela, "alagoa do sul", e esta, "alagoa do norte") já no século XVI, quando se fundam, perto, os núcleos de povoamento de Alagoa do Norte e Alagoa do Sul, chamados "as Alagoas", com inclusão dos demais núcleos de povoamento da área.
O sufixo do gentílico é o característico da área gentílica de -ano do Brasil (paraibano, pernambucano, alagoano, sergipano, baiano, goiano, a que viria juntar-se acriano).

## História

### Descobrimento pelos europeus

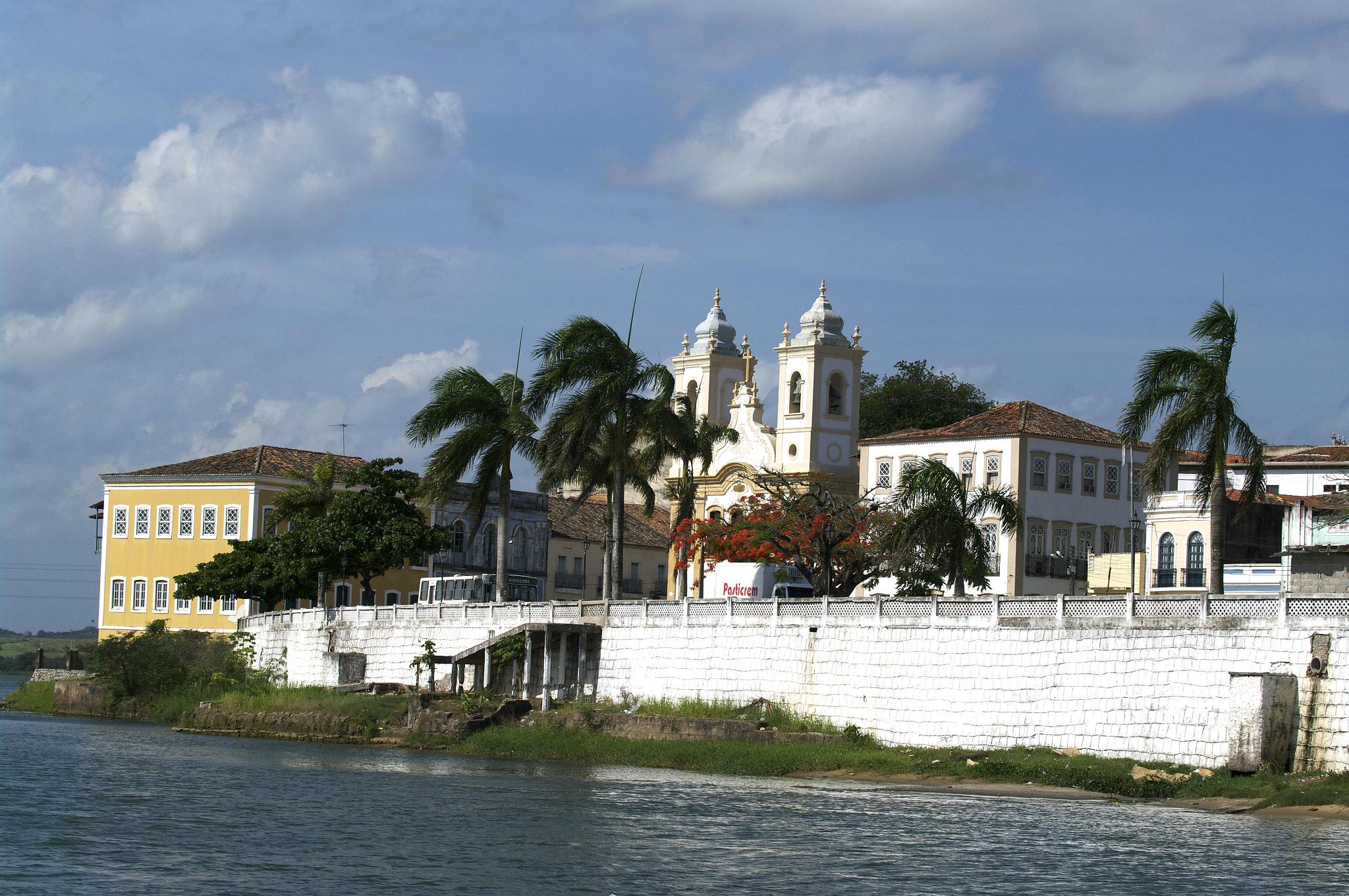
Vista de Penedo, cuja origem data do governo do primeiro donatário da Capitania de Pernambuco, Duarte Coelho.

Barra Grande deve ter sido o primeiro ponto do território das Alagoas visitado pelos descobridores europeus, por ocasião da viagem de Américo Vespúcio em 1501. Embora não haja referência àquele porto, excelente para a acolhida de navios, como a expedição vinha do norte para o sul, cabe crer que tenha ocorrido ali o primeiro contato com a terra alagoana. A 29 de setembro, Vespúcio assinalou um rio a que chamou São Miguel, no território percorrido; a 4 de outubro denominou São Francisco o rio então descoberto, hoje limite de Alagoas com Sergipe.
Sem sombra de dúvida, nas décadas seguintes, os franceses andaram pela costa alagoana, no tráfico do pau-brasil com os nativos dos arredores. Até hoje, o porto do Francês documenta a presença, ali, daquele povo.
Duarte Coelho, primeiro donatário da capitania de Pernambuco, realizou uma excursão ao sul; não há documentos que a comprove, mas há evidências de que tenha sido realizada em 1545 e de que dela resulte a fundação de Penedo, às margens do rio São Francisco.
Em 1556, voltava da Bahia para Portugal o bispo dom Pero Fernandes Sardinha, quando seu navio naufragou defronte da enseada do hoje pontal do Coruripe. Sardinha foi morto e devorado pelos caetés, uma das numerosas tribos indígenas então existentes na região. Perdura a crença popular de que a ira divina secou e esterilizou todo o chão manchado pelo sangue do religioso. Para vingá-lo, Jerônimo de Albuquerque comandou uma expedição guerreira contra os caetés, destruindo-os quase completamente.
Em 1570, uma segunda bandeira enviada por Duarte Coelho, comandada por Cristóvão Lins, explorou o norte de Alagoas, onde fundou Porto Calvo e cinco engenhos, dos quais subsistem dois, o Buenos Aires e o Escurial. Neste último, repousou, em 1601, o corsário inglês Anthony Knivet, que viajara por terra após fugir da Bahia, onde estivera prisioneiro dos portugueses.

### A guerra holandesa

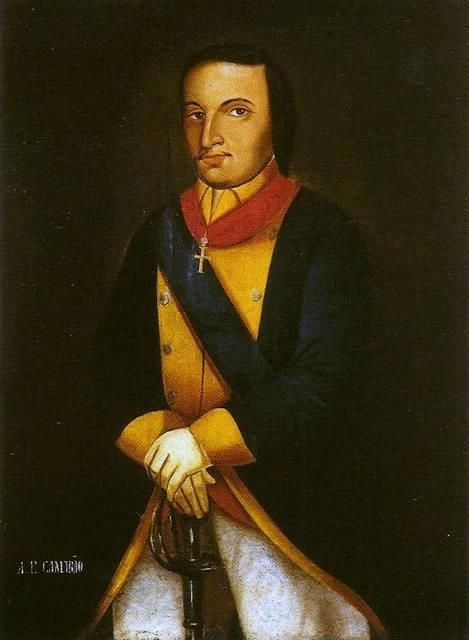
Filipe Camarão

No princípio do século XVII, Penedo, Porto Calvo e Alagoas já eram freguesias, admitindo-se que tais títulos lhes tivessem sido conferidos ainda no século anterior. Foram vilas, porém, em 1636. Repousando a economia regional na atividade açucareira, tornaram-se os engenhos de açúcar os núcleos principais da ocupação da terra. A partir de 1630, Alagoas, atingida pela invasão holandesa, teve povoados, igrejas e engenhos incendiados e saqueados.
Os portugueses reagiram duramente. Batidos por sucessivos reveses, os holandeses já desanimavam, pensando em retirar-se, quando para eles se passa o mameluco Domingos Fernandes Calabar, de Porto Calvo. Grande conhecedor do terreno, orientou os holandeses em uma nova expedição a Alagoas. Os invasores aportaram à Barra Grande, de onde passaram a vários pontos, sempre com bom êxito. Em Santa Luzia do Norte, a população, prevenida, ofereceu resistência. Após encarniçada peleja, os holandeses recuaram e retornaram a Recife. Mas, caindo em seu poder o arraial do Bom Jesus, entre Recife e Olinda, obtiveram várias vitórias.
Alagoas, Penedo e Porto Calvo: eis os pontos principais onde se trava a luta em terras alagoanas. Por fim, os portugueses retomaram Porto Calvo e aprisionaram Calabar, que morreu na forca em 1635. Clara Camarão, uma porto-calvense de sangue indígena, também se salientou na luta contra os holandeses. Acompanhou o marido, o índio Filipe Camarão, em quase todos os lances e arregimentou outras mulheres, tomando-lhes a frente.

### Palmares
Por volta de 1641, afirmava um chefe holandês estar quase despovoada a região. João Maurício de Nassau pensou em repovoá-la, mas o projeto não foi adiante. Na época também se produzia fumo em Alagoas, considerado de excelente qualidade o de Barra Grande. Em 1645, a população participou da reação nacionalista, integrando-se na luta sob o comando de Cristóvão Lins, neto e homônimo do primeiro povoador de Porto Calvo. Expulsos os holandeses do território alagoano, em setembro de 1645, prossegue a população em sua luta contra eles, já agora, todavia, em território pernambucano.
Em fins do século XVII, intensificam-se as lutas contra os quilombos negros reunidos nos Palmares. Frustradas as primeiras tentativas de Domingos Jorge Velho, sobretudo em 1692, dois anos depois o quilombo é derrotado, com o ataque simultâneo de três colunas: uma, dos paulistas de Domingos Jorge; outra, de pernambucanos, sob o comando de Bernardo Vieira de Melo; e a terceira, de alagoanos, comandados por Sebastião Dias. Palmares começara a formar-se ainda nos fins do século XVI, e resistiu a sucessivos ataques durante quase um século.

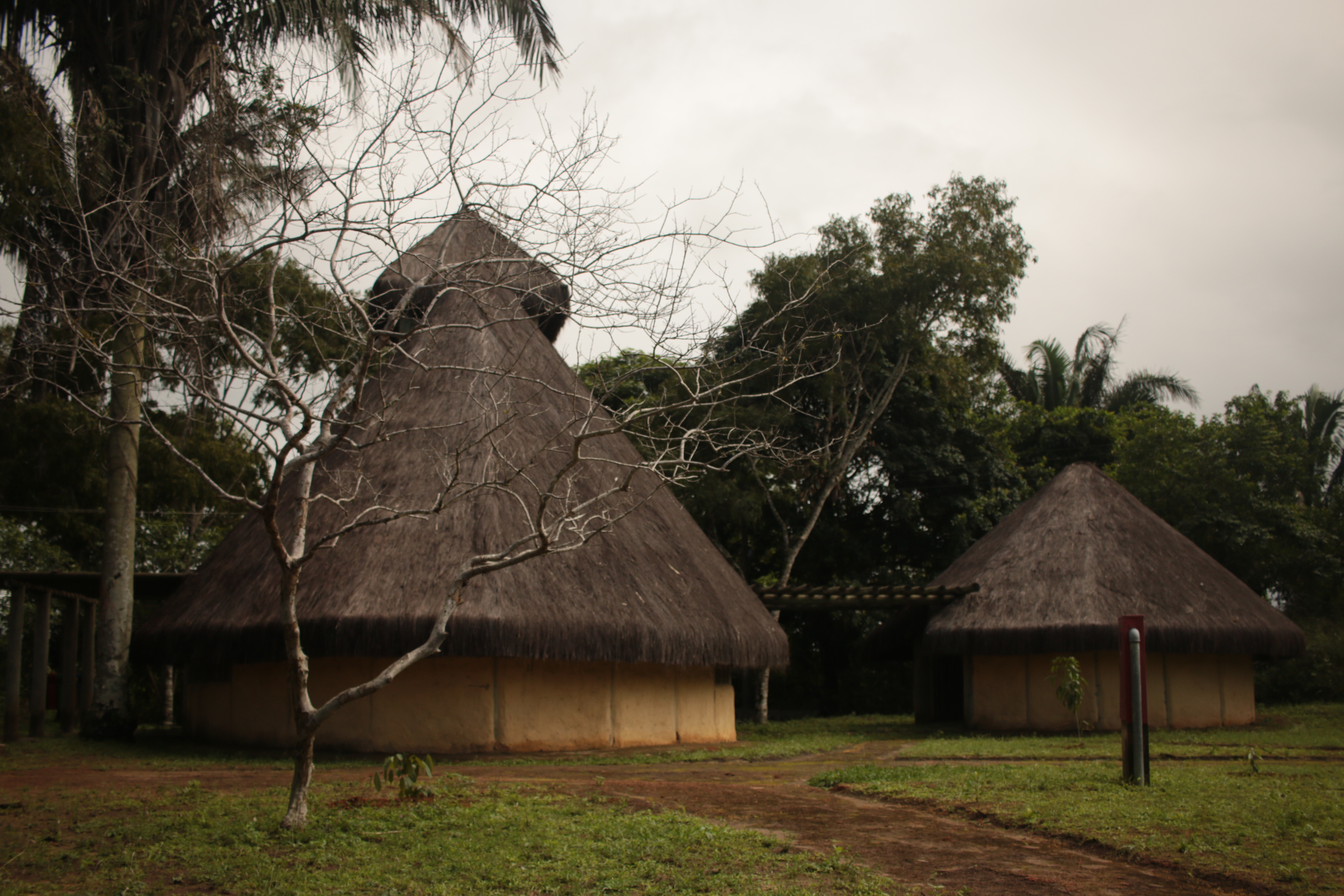
Réplica da sede administrativa do Quilombo dos Palmares, o maior quilombo do período colonial.

Um dos maiores redutos de escravos foragidos do Brasil colonial, Palmares ocupava, inicialmente, a vasta área que se estendia, coberta de palmeiras, do cabo de Santo Agostinho ao rio São Francisco. A superfície do quilombo, progressivamente reduzida com o passar do tempo, concentrar-se-ia, em fins do século XVII, na ainda extensa região delimitada pelas vilas de Una e Serinhaém, em Pernambuco, e Porto Calvo, Alagoas e São Francisco (Penedo), em Alagoas. Os escravos haviam organizado no reduto um verdadeiro estado, segundo os moldes africanos, com o quilombo constituído de povoações diversas (mocambos), pelo menos 11, governadas por oligarcas, sob a chefia suprema do rei Ganga-Zumba. A partir de 1667, amiudaram-se as entradas contra os negros, a princípio com a finalidade de recapturá-los, em seguida com a de conquistar as terras de que se haviam apoderado.
As investidas do sargento-mor Manuel Lopes (1675) e de Fernão Carrilho (1677) seriam desastrosas para os quilombolas, obrigados a aceitar a paz em condições desfavoráveis. Apesar desse revés, a luta prosseguiria, liderada por Zumbi, sobrinho de Ganga Zumba, contra cujas hostes aguerridas, em seguida a uma primeira expedição punitiva, em 1679, e a diferentes entradas sem maiores consequências, se voltaria finalmente o bandeirante paulista Domingos Jorge Velho, para tanto contratado pelo governador de Pernambuco, João da Cunha Souto Maior.
Nos primeiros meses de 1694, aliado a destacamentos alagoanos e pernambucanos, sob o comando, respetivamente, de Sebastião Dias e Bernardo Vieira de Melo, Velho liquidaria a derradeira resistência do quilombo. Zumbi lograria escapar, arregimentando novos combatentes, mas, traído, ver-se-ia envolvido por forças inimigas, com cerca de vinte de seus homens, perecendo em luta, a 20 de novembro de 1695. Desaparecia, após mais de sessenta anos, o quilombo dos Palmares, "o maior protesto ao despotismo que uma raça infeliz traçou à face do mundo", no dizer de Craveiro Costa.

### Criação da comarca

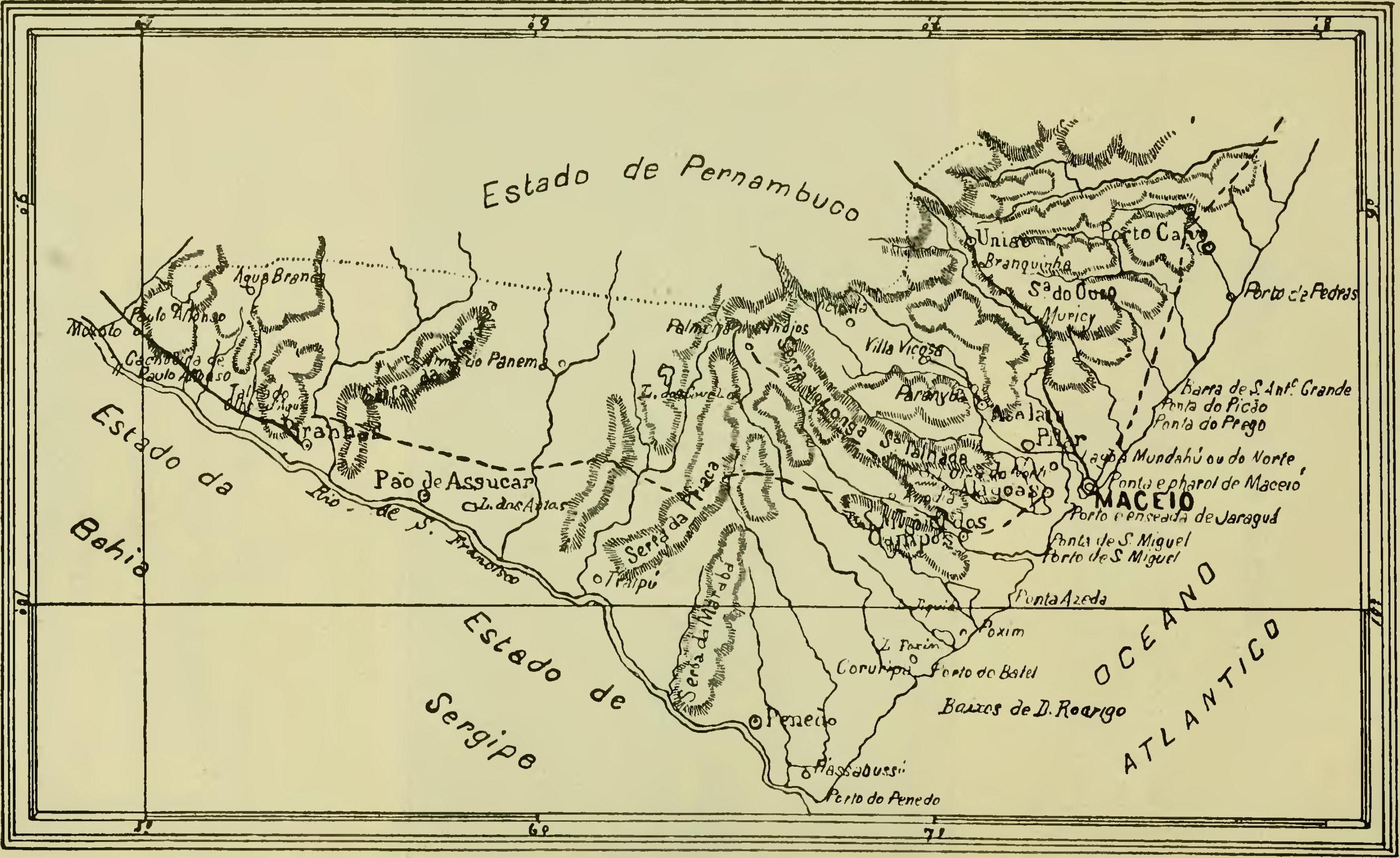
Mapa de Alagoas, c.1903

Já então apresentavam as Alagoas indícios de prosperidade e desenvolvimento, quer do ponto de vista econômico, quer do cultural. Sua principal riqueza era o açúcar, sendo além disso produzidos, embora em menor escala, mandioca, fumo e milho; couros, peles e pau-brasil eram exportados. As matas abundantes forneciam madeira para a construção de naus. Nos conventos de Penedo e das Alagoas os franciscanos mantinham cursos e publicavam sermões e poesias. Tudo isso justificou o ato régio de 9 de outubro de 1710, criando a comarca das Alagoas, que somente se instalou em 1711. Daí em diante, a organização judiciária restringia o arbítrio feudal dos senhores, e até o dos representantes da metrópole. A comarca desenvolvia-se.
Já em 1730, o governador de Pernambuco, propondo a el-rei a extinção da decadente capitania da Paraíba, assinalava a prosperidade de Alagoas, com seus quase cinquenta engenhos, dez freguesias, e apreciável renda para o erário real. Ao lado do açúcar, incrementou-se a cultura do algodão. Seu cultivo foi introduzido na década de 1770; em 1778, já se exportavam para Lisboa amostras de algodão tecido nas Alagoas. Em Penedo e Porto Calvo, fabricava-se pano ordinário, para uso, sobretudo, de escravos. Em 1754, frei João de Santa Ângela publicou, em Lisboa, seu livro de sermões e poesias; é a primeira obra de um alagoano. A população crescia, distribuindo-se em várias atividades. Um cômputo demográfico mandado realizar em 1816 pelo ouvidor Antônio Ferreira Batalha registrava uma população de 89 589 pessoas.

### Capitania independente

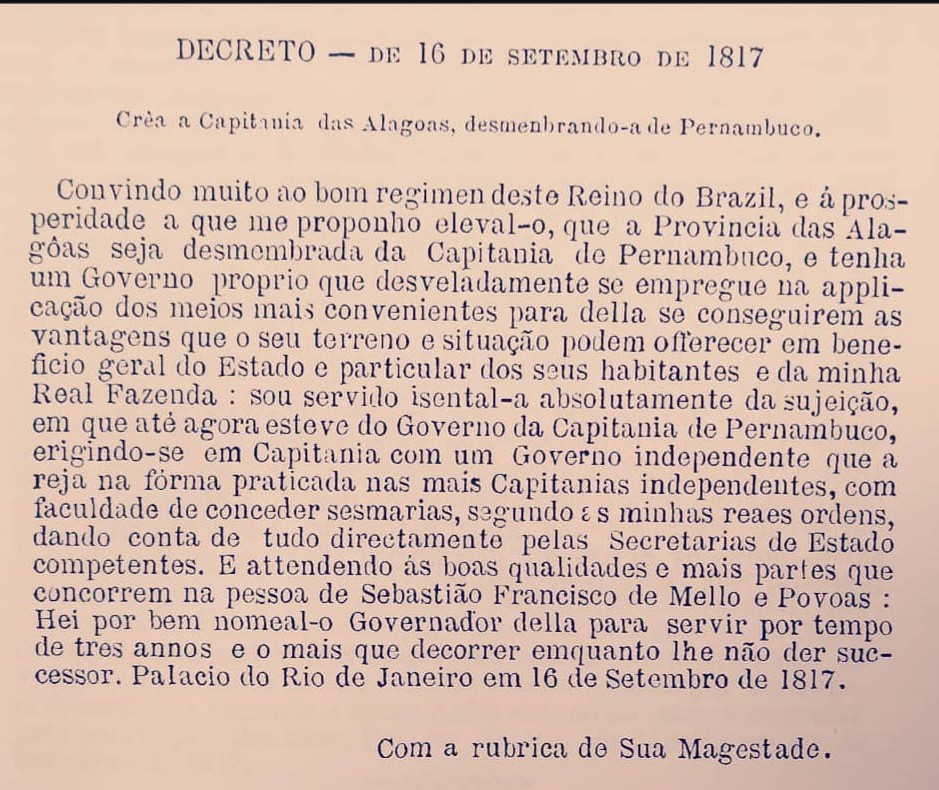
Decreto real pelo qual o rei D. João VI cria Alagoas em 16 de setembro de 1817.

Três anos depois, em 1819, novo recenseamento acusou uma população de 111 973 pessoas. Contavam-se, então, na província, oito vilas. Alagoas já se constituíra capitania independente da de Pernambuco, criada pelo alvará de 16 de setembro de 1817. A repercussão da Revolução Pernambucana desse ano contribuiu para facilitar o processo de emancipação. O ouvidor Batalha foi o principal mentor da gente alagoana. Aproveitando-se da situação e infringindo as próprias leis régias, desmembrou a comarca da jurisdição de Pernambuco e nela constituiu um governo provisório. Esses atos foram suficientes para abrir caminhos que levaram D. João a sancionar o desmembramento. Sebastião Francisco de Melo e Póvoas, governador nomeado, só assumiu o governo a 22 de janeiro de 1819.
Acentuou-se, a partir de então, o surto de prosperidade de Alagoas. Em 17 de agosto de 1831, apareceu o Íris Alagoense, primeiro jornal publicado na província, assim considerada a partir da independência do Brasil e organização do império. É certo que os primeiros anos de independência não foram fáceis. Uma sequência de movimentos abalou a vida provincial: em 1824, a Confederação do Equador; em 1832-1835, a Cabanada; em 1844, a rebelião conhecida como Lisos e Cabeludos; em 1849, a repercussão da revolução praieira.

### República Velha

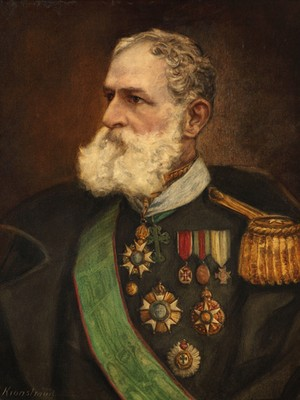
O alagoano Deodoro da Fonseca foi o primeiro Presidente da República do Brasil.

O movimento republicano, intensificado pela abolição, traduziu-se nas atividades da imprensa e clubes de propaganda. O mais importante destes foi o Centro Republicano Federalista, também, de certo, o mais antigo; outros foram o Clube Federal Republicano e o Clube Centro Popular Republicano Maceioense, ambos existentes na capital no momento da proclamação. No interior havia igualmente outros clubes de propaganda. O Gutenberg era o órgão de imprensa mais veemente na difusão da ideia republicana.
No mesmo dia em que no Rio de Janeiro era proclamada a república, em Maceió assumia a presidência o dr. Pedro Ribeiro Moreira, último delegado do governo imperial para a província. Confirmada a mudança do regime, organizou-se a princípio uma junta governativa, mas a 19 de novembro o marechal Deodoro designou o irmão, Pedro Paulino da Fonseca, para governar o novo estado. Foi ele também o primeiro governador eleito após promulgada a constituição estadual, em 12 de junho de 1891.
Perturbados e incertos decorreram os primeiros dez anos de vida republicana, na província. Governos se sucediam, nomeados pelo poder central ou eleitos pelo povo, mas quase sempre substituídos ou depostos. Constituíram-se várias juntas governativas, numa ou noutra oportunidade. Somente no fim do século XIX, ou melhor, já nos primeiros anos do século XX, a situação se consolidou com os governos do barão de Traipu e de Euclides Malta, o primeiro da chamada "oligarquia Malta", que se prolongou até 1912. Euclides governou de 1900 a 1903; sucedeu-lhe o irmão, Joaquim Paulo, no período de 1903 a 1906; Euclides voltou ao poder de 1906 a 1909, e, reelegendo-se nesse ano, permaneceu por mais um triênio, até 1912.

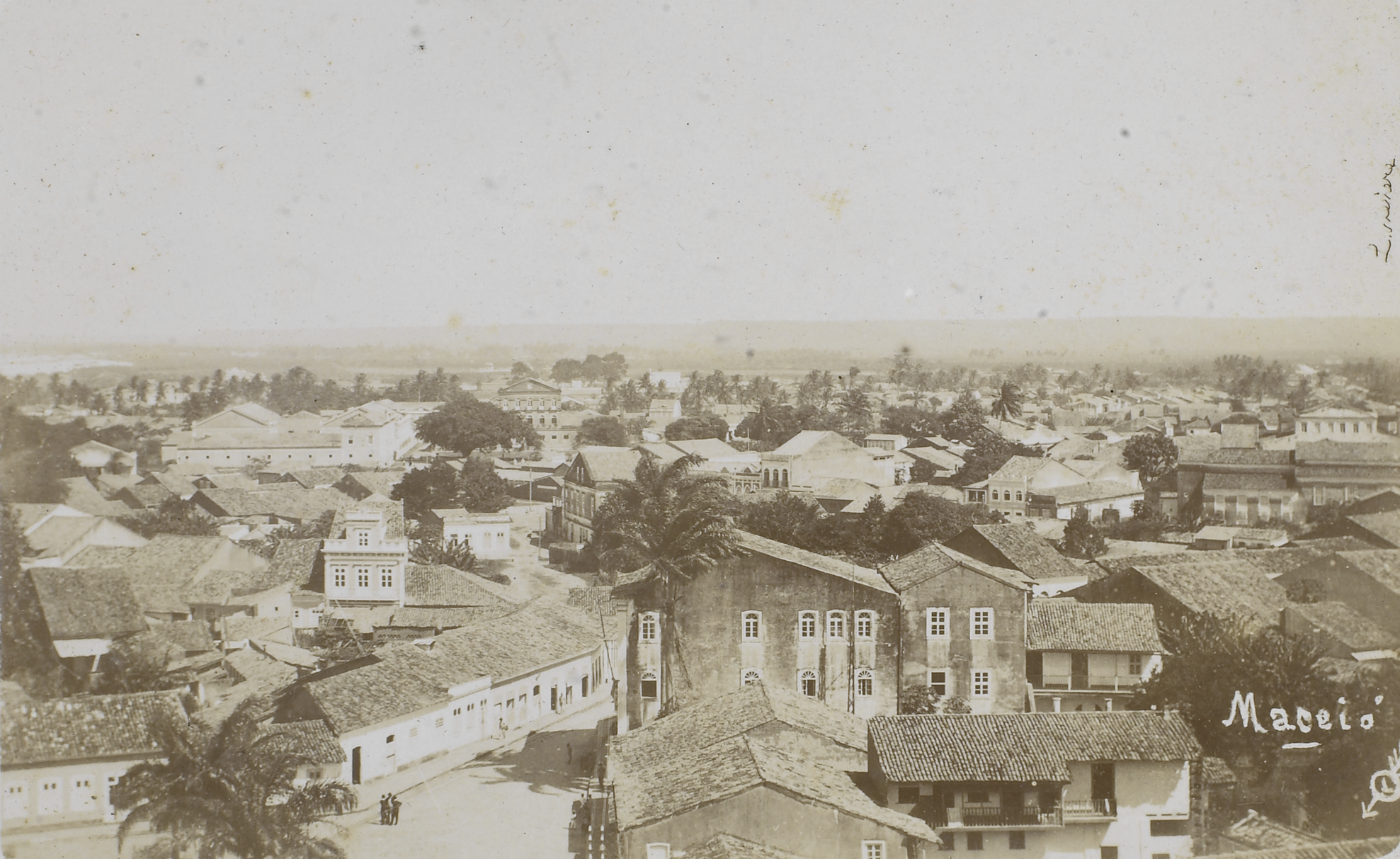
Vista de Maceió, 1905. Arquivo Nacional.

Os 12 primeiros anos do século se assinalaram por lutas partidárias. Contudo, não houve paralisação nas diferentes atividades do estado. Maceió ganhou numerosos prédios públicos, como o palácio do governo, inaugurado a 16 de setembro de 1902, o Teatro Deodoro e o edifício da municipalidade, ainda hoje existentes. Com a atividade pedagógica de Alfredo Rego, procedeu-se à reforma do ensino, atualizando a anterior, ainda dos fins do império, orientada por Manuel Baltasar Pereira Diegues Júnior, criador do Instituto de Professores, posteriormente chamado Pedagogium, iniciativa pioneira na época. Nova remodelação do ensino se fez em 1912-1914, sob a orientação do segundo daqueles educadores. Criou-se o primeiro grupo escolar.
Em 1912, o Partido Democrata conseguiu derrotar a oligarquia Malta depois de enérgica campanha, em que se registraram ferrenhas lutas de rua, inclusive com a morte do poeta Bráulio Cavalcanti, em praça pública, quando participava de um comício democrático. Clodoaldo da Fonseca, governador eleito, embora não fosse alagoano, ligava-se ao estado através da família da Fonseca: era sobrinho de Deodoro e filho de Pedro Paulino e, assim, parente do Marechal Hermes da Fonseca, então presidente da república.
As lutas contra os Malta envolveram igualmente os grupos do culto afro-brasileiro. Xangôs e candomblés, diziam os jornais da oposição, tinham o governador Malta como estimulador. Entre papéis de orações, de panos com símbolos desenhados de Ogum, de Ifá, de Exu, foram encontrados retratos dos chefes democratas da oposição. O grupo que apoiava o governador era chamado de Leba, por alusão a uma das figuras do orixá dos xangôs. O que valeu de tudo isso é que o acervo apreendido pela polícia se preservou — peças, objetos, insígnias e símbolos do culto, conservados no museu do Instituto Histórico como uma das coleções mais preciosas do culto afro-brasileiro.

### De 1930 à atualidade

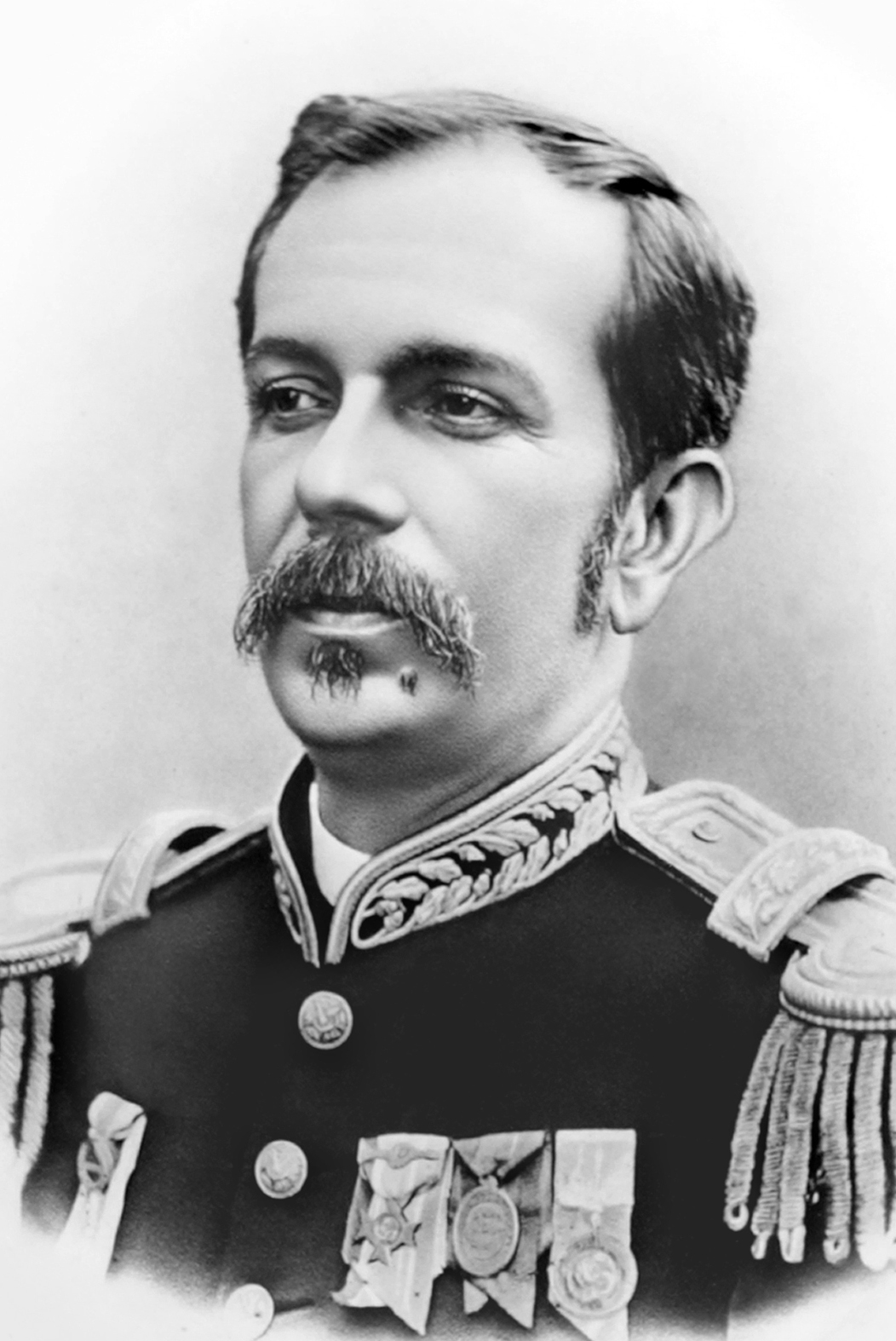
Floriano Peixoto, alagoano, foi o segundo Presidente da República do Brasil.

Até 1930, o Partido Democrata manteve a situação, através dos governadores que sucederam a Clodoaldo. Cada um deles deu uma contribuição para o progresso do estado. Abriram-se estradas de rodagem em direção ao norte e ao centro, e posteriormente o trecho de Atalaia e a Palmeira dos Índios, estrada de penetração para a zona sertaneja; construíram-se grupos escolares em quase todos os municípios; Maceió renovou-se com a abertura de ruas e avenidas; combateu-se a criminalidade, principalmente com o movimento contra o banditismo, que culminaria, em 1938, com o extermínio do grupo de Lampião; promoveram-se pesquisas petrolíferas. As sucessões políticas praticamente se fizeram sem luta, pois quase sempre predominava o candidato único, oriundo do Partido Democrata.
Com a vitória da revolução de outubro de 1930, também sem luta armada no estado, iniciou-se o sistema de interventores (com breve interrupção entre 1935 e 1937) até 1947, quando a redemocratização do país propiciou a promulgação de uma nova constituição para o estado. O chamado período das interventorias foi igualmente fecundo, malgrado a falta de continuidade nas administrações, quase sempre de curtos períodos. Nesse período, entre outros fatos marcantes destacaram-se os trabalhos de pesquisa do petróleo; a construção do porto de Maceió, inaugurado em 1940; o incremento das atividades econômicas, sobretudo com a diversificação da produção agrícola e a implantação da indústria leiteira em Jacaré dos Homens, constituindo-se a cooperativa de laticínios para a produção de leite, manteiga e queijo; o incremento do ensino rural e a ampliação do cooperativismo. Tal desenvolvimento possibilitou que, no período da segunda guerra mundial, Alagoas contribuísse, de maneira efetiva, para o abastecimento de estados vizinhos, sem prejuízo de sua colaboração para o esforço de guerra. Constituiu-se, com a criação da usina Caeté, a primeira cooperativa de plantadores de cana.
As atividades intelectuais também se desenvolveram, não apenas com o Instituto Histórico, mas ainda com a criação da Academia Alagoana de Letras, em 1919, e a formação de centros literários de jovens como a Academia dos Dez Unidos, o Cenáculo Alagoano de Letras e o Grêmio Literário Guimarães Passos. Em 1931, fundou-se a Faculdade de Direito, e em 1954 a Faculdade de Ciências Econômicas. Depois essas duas faculdades, e mais as de odontologia, medicina, engenharia e serviço social uniram-se para formar a Universidade Federal de Alagoas.
As lutas políticas estaduais ganharam força na década de 1950. Quando da tentativa de impeachment do governador Muniz Falcão, em 1957, um tiroteio na assembleia legislativa causou a morte do deputado Humberto Mendes, sogro do governador. E em toda a segunda metade do século XX manteve-se a tensão política, enquanto os ganhos oriundos do sal-gema, do açúcar e do petróleo não beneficiavam a população.
Em 1979, o ex-governador Arnon de Melo, então senador, conseguiu do governo militar a nomeação de seu filho Fernando Afonso Collor de Melo, para prefeito de Maceió. Em 1988, um acordo entre Collor, já então governador, e as usinas de açúcar e álcool, principais contribuintes do Imposto de Circulação de Mercadorias e Serviços no estado, permitiu que estas reduzissem sua carga tributária. A queda de receita agravou a histórica crise social e econômica do estado e gerou um quadro falimentar que levou o governo federal a uma intervenção não oficial em 1997. Depois de nomeado um novo secretário de Fazenda, o governador Divaldo Suruagy se afastou, cedendo o posto ao vice-governador.

## Geografia

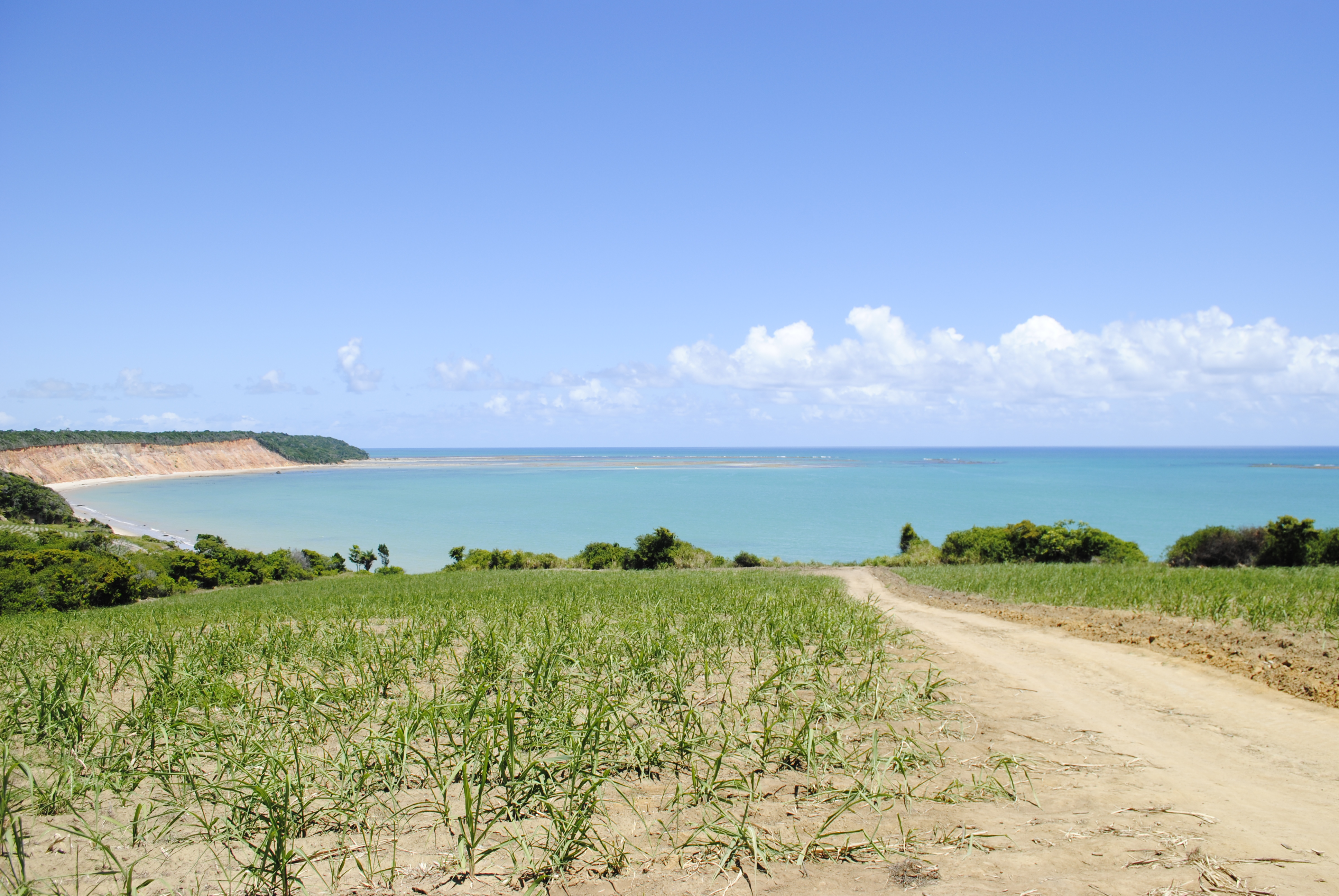
Praia de Carro Quebrado, município de Barra de Santo Antônio

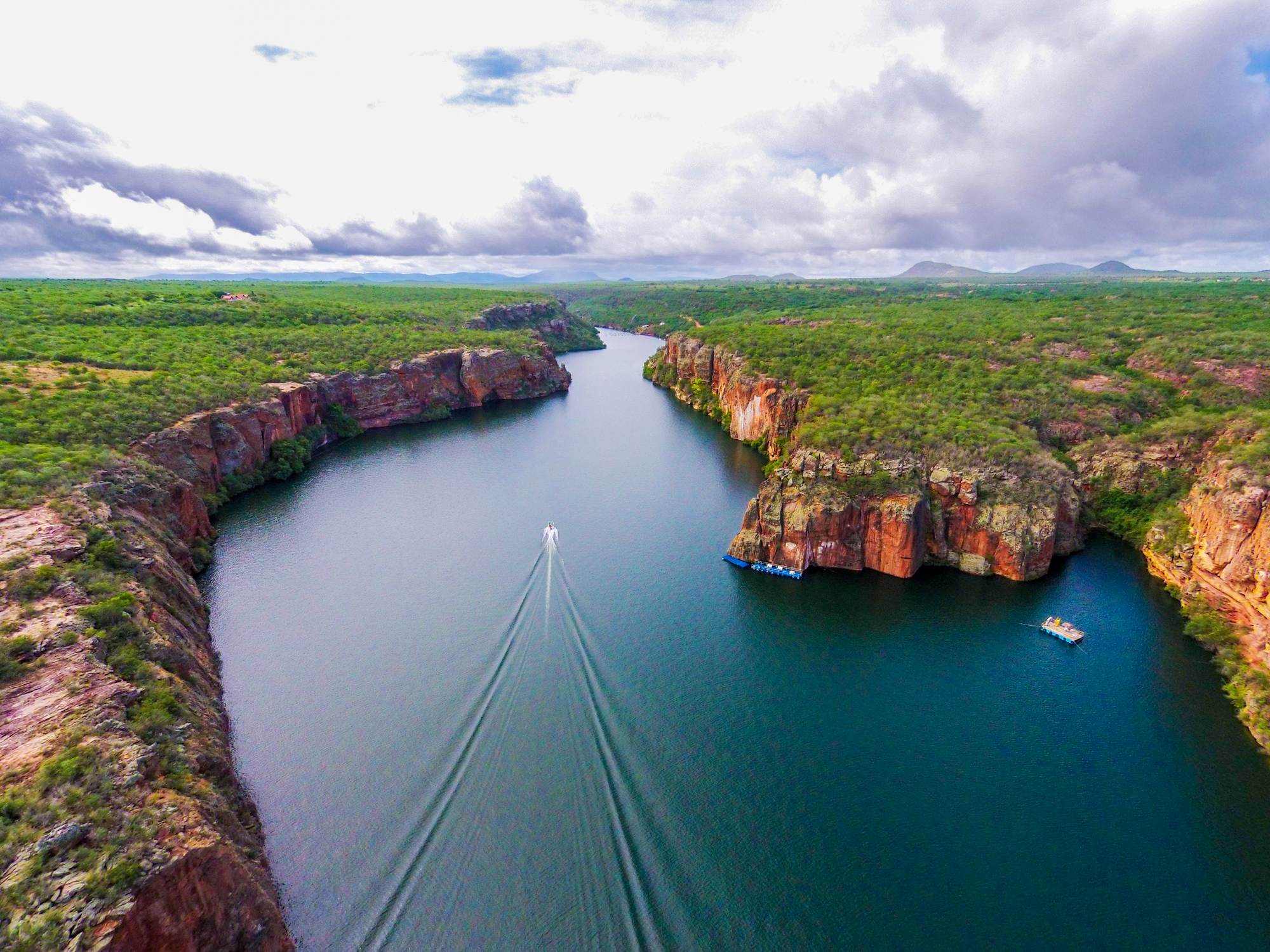
Cânion de Xingó no Rio São Francisco, município de Delmiro Gouveia

Alagoas segundo a classificação climática de Köppen-Geiger

### Relevo
Cerca de 86% do território alagoano se encontra abaixo de 300 m de altitude, e 61% abaixo de 200 m. Apenas um por cento fica acima de 600 m. Cinco unidades compõem o quadro morfológico:
- a baixada litorânea,[56] com extensos areais (praias e restingas) dominados por elevações de topo plano (tabuleiros areníticos);[58]
- uma faixa de colinas e morros argilosos,[56] imediatamente a oeste, com solos espessos e relativamente ricos;
- o pediplano,[56] ocupando todo o interior,[59] com solos ricos,[59] porém rasos, e uma topografia levemente ondulada,[59] da qual despontam as serras de Mata Grande e Água Branca,[59] no extremo oeste do estado;[59]
- a encosta meridional do planalto da Borborema,[56] no centro-norte, parte mais elevada de Alagoas;[59]
- e planícies aluviais (várzeas), ao longo dos rios,[59] inclusive o delta e a várzea do baixo São Francisco (margem esquerda), com solos anualmente renovados por cheias periódicas.[59]

### Hidrografia
A rede hidrográfica do estado é constituída por rios que correm diretamente para o oceano Atlântico (como, por exemplo, o Camaragibe, o Mundaú, o Paraíba do Meio e o Coruripe) e por rios que deságuam no São Francisco (como o Marituba, o Traipu, o Ipanema, o Capiá e o Moxotó).
Três tipos de cobertura vegetal, em grande medida modificados pela ação do homem, revestiam o território alagoano: a floresta tropical na porção úmida do estado (microrregião da mata alagoana); o agreste, vegetação de transição para um clima mais seco, no centro; e a caatinga, no oeste. Toda a metade oriental do estado possui clima do tipo As, de Köppen, quente (médias anuais superiores a 24 °C), com chuvas de outono-inverno relativamente abundantes (mais de 1 400 milímetros). No interior dominam condições semiáridas, clima BSh, caindo a pluviosidade abaixo de 1 000 milímetros; essa região está incluída no chamado Polígono das Secas. As estações do ano são perfeitamente definidas pela periodicidade das chuvas. O verão tem início em setembro e termina em fevereiro e o "inverno" começa aproximadamente em março, terminando em agosto. A temperatura não sofre grandes oscilações, variando, no litoral, entre 22,5 e 28 °C, e no sertão, entre 17 e 33 °C.
O estado encontra-se com 44,36% de seu território dentro do polígono das secas, segundo dados da Organização das Nações Unidas para Agricultura e Alimentação (FAO). O relevo alagoano sofreu ao longo do tempo variações de suas interpretações, algumas foram feitas com base em estudos de campo (visita as áreas retratadas), outra com base em instrumentos modernos (fotografia, imagem de satélite).
Considerado nos traços gerais, este relevo tem aspectos particulares no conjunto de suas formas variadas, podendo ser dividido em: planalto, planície (baixada litorânea e tabuleiros costeiros) e depressões (nelas ocorrem formações mamelonares). O Litoral (Planície Litorânea) é formado por uma extensa baixada. A paisagem apresenta dunas e mangues na foz dos rios e riachos. Nessa faixa de terra encontram-se também as lagoas costeiras. A região dos Tabuleiros é muito ondulada, pouco elevada, e se estende para o interior. A cidade de Maceió encontra-se na base desses tabuleiros. Enquanto a região litorânea é cortada por pequenos rios que deságuam no mar ou no rio São Francisco, o interior do estado apresenta áreas mais elevadas, onde se destaca o planalto do Borborema, que se estende do Agreste até o Sertão.

## Demografia
As pessoas na faixa etária de 0 a 14 anos representam 40,3% do total da população; os habitantes na faixa etária de 15 a 59 anos respondem por 53,3% do total e aqueles de 60 anos ou mais representam apenas 6,4% da população. Um total de 58,3% da população vive nas zonas urbanas, enquanto 41,7% encontram-se na zona rural. A população de mulheres corresponde a 51,2% do total de habitantes e os homens somam 48,8%. O índice de mortalidade do Estado é de 6,2 por mil habitantes e a taxa de mortalidade infantil em 2017 foi de 13,40 para cada mil crianças nascidas vivas.
Alagoas apresenta o IDH de 0,683 em relação ao ano de 2017. As cidades litorâneas e Zona da Mata do estado apresentam em geral IDH maior que as localizadas no Agreste e no Sertão Alagoano. A capital Maceió possui o maior IDH (0,735), enquanto o menor é de Inhapi (0,484), no Alto Sertão.

### Composição étnica
De acordo com dados obtidos por meio de autodeclaração pela Pesquisa Nacional por Amostra de Domicílios, 36% da população alagoana é formada por brancos, 59% por pardos e 3% por negros.
A população branca do estado é descendente em sua grande parte de portugueses. Os pardos são compostos da mistura entre negros, índios e brancos. Os autodeclarados negros perfazem o menor grupo étnico alagoano. De acordo com um estudo genético de 2013, a composição genética da população de Alagoas é 54,7% europeia, 26,6% africana e 18,7% ameríndia.
Os índios não apareceram na pesquisa, embora haja presença indígena no interior do estado. Os principais povos indígenas do estado são: aconã, carapotó, kariri-xocó, caruazu, catokinn, jeripancó, kalankó, koiupanká, tingui-botó, uassu-cocal e xukuru-kariri

### Religiões
| Estado  | Católicos (%) | Evangélicos/Protestantes (%) | Espíritas (%) | Afro-brasileira (%) | Outras (%) | Sem Religião (%) | Religiões asiáticas (%) |
| ------- | ------------- | ---------------------------- | ------------- | ------------------- | ---------- | ---------------- | ----------------------- |
| Alagoas | 72,2%         | 15,9%                        | 0,5%          | 0,1%                | 1,5%       | 9,7%             | 0,1%                    |

Além disso, o Estado possui 13.454 Testemunhas de Jeová no Estado, 0,43% da população.
Fonte: IBGE, Censo 2010.

## Política

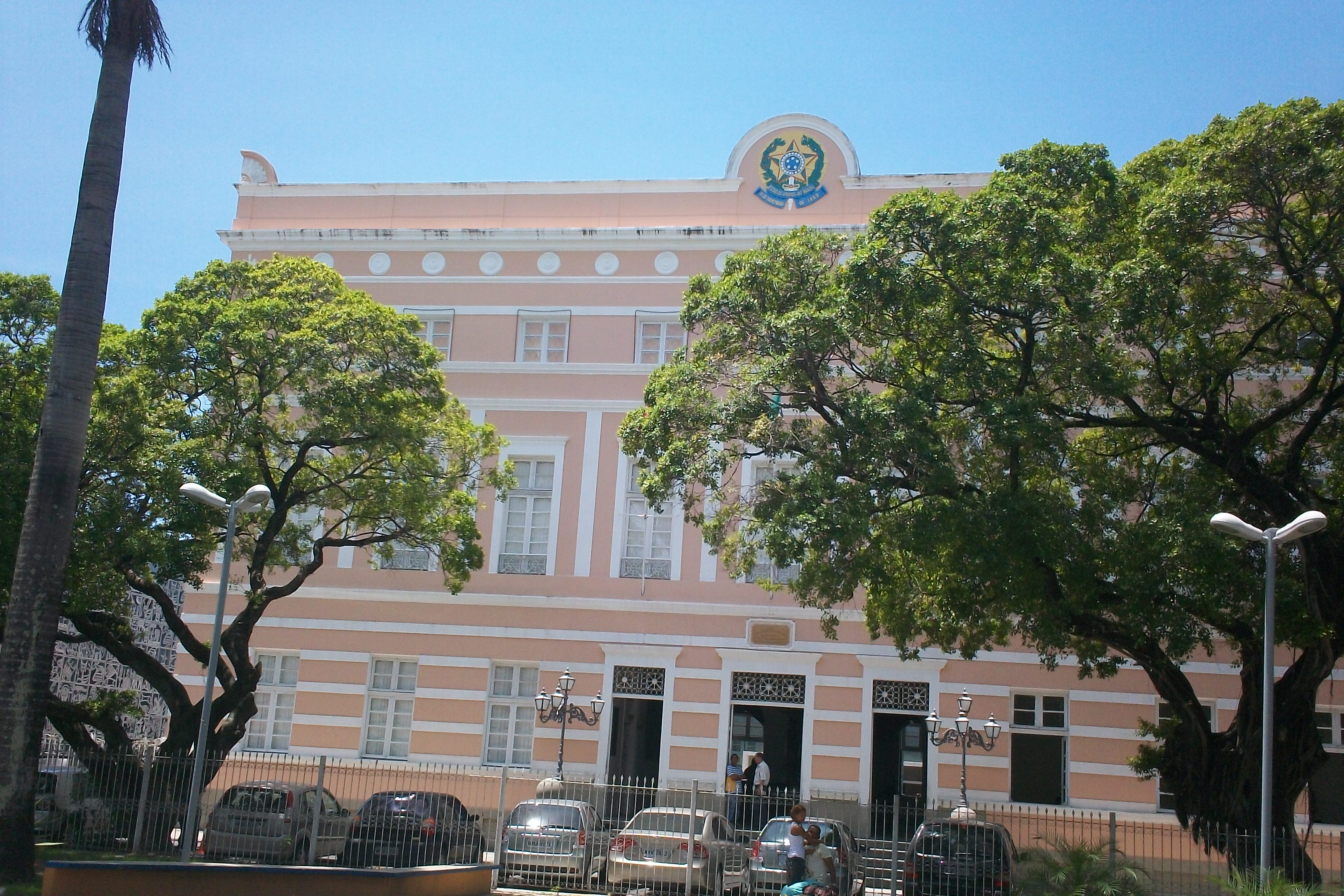
Assembleia Legislativa de Alagoas, em Maceió

O poder  executivo é sediado no Palácio República dos Palmares e exercido pelo governador de Alagoas. O atual governador é Paulo Dantas que foi reeleito governador nas eleições gerais de 2022,.  O poder legislativo é exercido pela Assembleia Legislativa do Estado de Alagoas, que é composta por 27 deputados estaduais.

## Subdivisões

Divisão das regiões intermediárias em vermelho e das imediatas em cinza em Alagoas.

Região geográfica intermediária é, no Brasil, um agrupamento de regiões geográficas imediatas que são articuladas através da influência de uma ou mais metrópoles, capitais regionais e/ou centros urbanos representativos dentro do conjunto, mediante a análise do Instituto Brasileiro de Geografia e Estatística (IBGE).
As regiões geográficas intermediárias foram apresentadas em 2017, com a atualização da divisão regional do Brasil, e correspondem a uma revisão das antigas mesorregiões, que estavam em vigor desde a divisão de 1989. As regiões geográficas imediatas, por sua vez, substituíram as microrregiões. A divisão de 2017 teve o objetivo de abranger as transformações relativas à rede urbana e sua hierarquia ocorridas desde as divisões passadas, devendo ser usada para ações de planejamento e gestão de políticas públicas e para a divulgação de estatísticas e estudos do IBGE. Alagoas está dividida oficialmente em duas regiões geográficas intermediárias: a Região Geográfica Intermediária de Maceió e a Região Geográfica Intermediária de Arapiraca.

## Economia

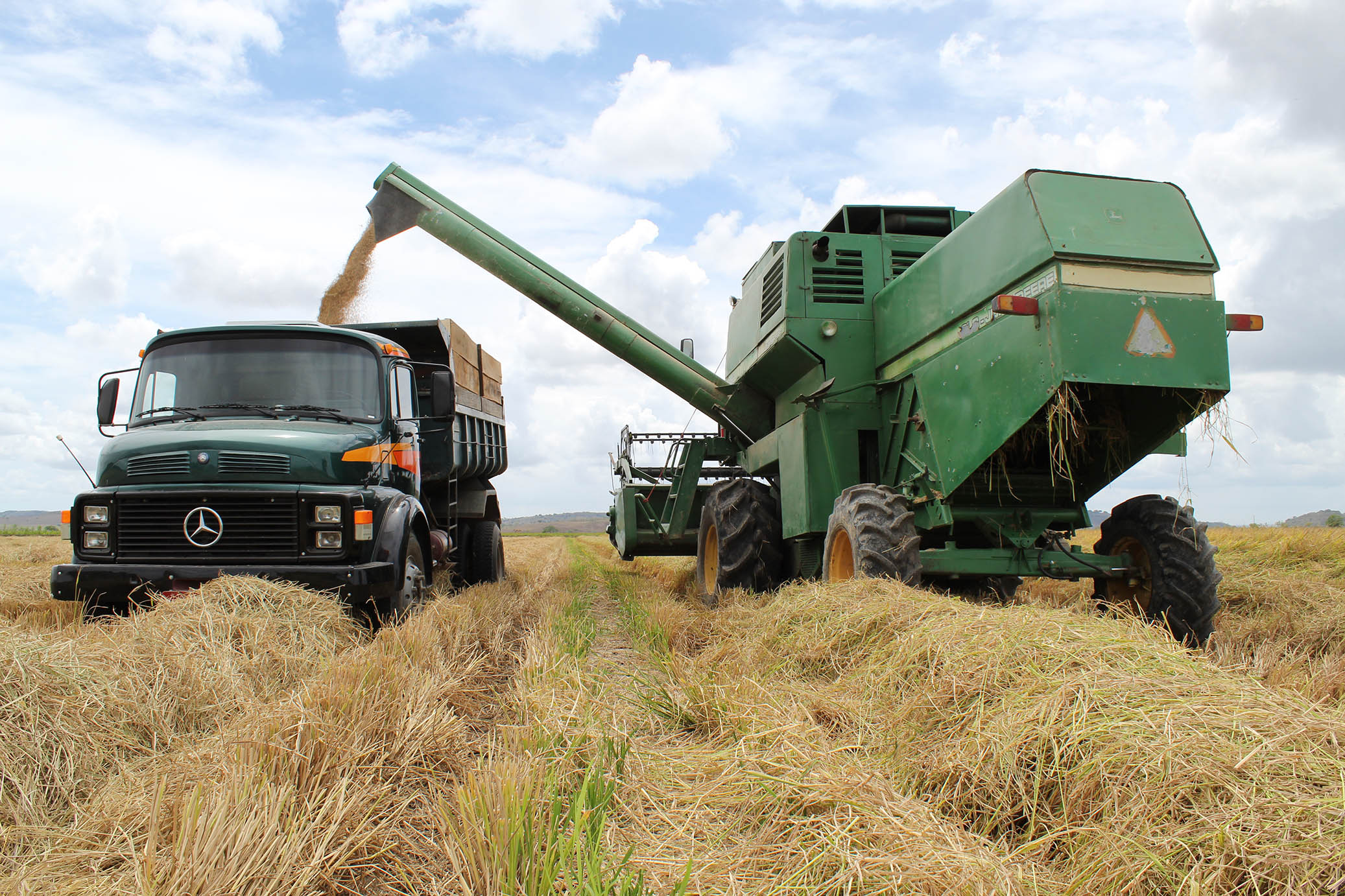
Colheita de arroz irrigado em Igreja Nova.

Entre os principais produtos agrícolas cultivados no Estado, encontram-se o abacaxi, o coco, a cana-de-açúcar, o feijão, o fumo, a mandioca, o algodão,o arroz e o milho. O estado de Alagoas é o maior produtor de cana-de-açúcar do nordeste e um dos maiores produtores de açúcar do mundo, A Rússia é seu maior comprador, 75% do açúcar consumido na Rússia é alagoano. Na pecuária, destacam-se as criações de aves, equinos, bovinos, bubalinos, caprinos, ovinos e suínos. Existem, também, no estado, reservas minerais de sal-gema. Alagoas é o maior produtor de gás natural do Brasil ALGÁS, além do petróleo já mencionado.
Alagoas tinha em 2018 um PIB industrial de R$ 5,9 bilhões, equivalente a 0,4% da indústria nacional e empregando 92.723 trabalhadores na indústria. Os principais setores industriais são: Construção (34,2%), Alimentos (24,9%), Serviços Industriais de Utilidade Pública, como Energia Elétrica e Água (22,6%), Químicos (8,1%) e Bebidas (3,3%). Estes 5 setores concentram 93,1% da indústria do estado.
A atividade industrial tem, como subsetores predominantes, o químico, a produção de açúcar e álcool, de cimento, e o processamento de alimentos. Ultimamente tem crescido bastante a instalação de novas indústrias em Alagoas (em apenas 1 ano chegaram 12). Atualmente, as empresas que se instalam em Alagoas estão em um franco desenvolvimento, caracterizando um estado sólido para investimento na região Nordeste. Em Alagoas é possível observar um aumento da diversividade industrial, embarcações, PVC, etanol de segunda geração, alimentícia, Borracha, plástico e entre outros são responsáveis pelo crescimento industrial alagoano. A participação da indústria da cultura canavieira na economia do estado atinge 45 por cento. As outras atividades que possuem contribuição significativa são o turismo, com 23%, a indústria alimentícia, com 20% e a de química e mineração, com 12%.
Nos últimos anos, Alagoas se destaca por ser um dos estados mais procurados no Brasil pelos turistas, inclusive estrangeiros vindos sobretudo da Itália, Inglaterra, Estados Unidos, Alemanha e Argentina. O turismo tem crescido nas praias do estado com a chegada de brasileiros e também de estrangeiros, graças a melhorias no aeroporto de Maceió e na infraestrutura hoteleira. O litoral norte, especialmente Maragogi e Japaratinga tem recebido nos últimos anos grandes empreendimentos de resorts. Segundo a maior companhia de viagens da América Latina CVC, Maceió é a terceira capital mais procurada do Brasil.
O estado de Alagoas tem uma pauta de exportação bastante concentrada tendo, em 2012, negociado com o exterior, principalmente açúcar in natura (91,45%) e álcool etílico (7,47%).

## Infraestrutura

### Segurança pública
Segundo os dados de 2018, Alagoas ocupa a oitava posição no ranking dos estados mais violentos do país, já tendo sido o primeiro colocado desse ranking no ano de 2011.

### Comunicações
O estado de Alagoas possui 3 410 693 de linhas de telefonia móvel ativas e 244 625 de linhas de telefones fixos. Todas as linhas do estado possuem apenas um código de área que é o 82.

### Transportes

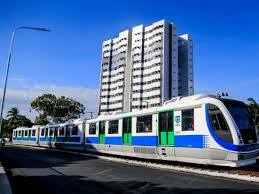
Trem do VLT de Maceió

O Aeroporto Internacional Zumbi dos Palmares está localizado na Região Metropolitana de Maceió, entre a capital e a cidade de Rio Largo e é um dos maiores (tamanho do terminal de passageiros) aeroportos do Nordeste.
Foi o desenvolvimento econômico e comercial do Porto de Jaraguá, próximo às margens da lagoa Mundaú, chamada maçaio, que fez surgir uma grande povoação que recebeu o nome de Maceió. O Porto de Jaraguá é considerado um "porto natural" que facilita o atracamento de embarcações, por onde os produtos mais exportados na época da colonização foram açúcar, fumo, coco e especiarias. E, hoje, o porto de Maceió é o 3º principal porto do nordeste, e o 8º do Brasil. Planos do Governo federal pretendem ampliar o espaço para navios cargueiros e os cruzeiros que sempre atracam na cidade.
Números divulgados em 2022 pelo IBGE revelaram que, em média, o estado de Alagoas possuí 416 789 automóveis, de um total de 7 801 037 de veículos no Nordeste.

### Energia elétrica
A Usina Hidrelétrica de Xingó está localizada entre os estados de Alagoas e Sergipe, situando-se a 12 quilômetros do município de Piranhas e a 6 quilômetros do município de Canindé de São Francisco.
A Usina de Xingó está instalada no São Francisco, principal rio da região nordestina, com área de drenagem de 609 386 km², bacia hidrográfica da ordem de 630 mil km², com extensão de 3,2 mil km, desde sua nascente, na Serra da Canastra, em Minas Gerais, até sua foz, em Piaçabuçu/AL e Brejo Grande/SE.
A posição da usina, com relação ao São Francisco, é de cerca de 65 km à jusante do Complexo de Paulo Afonso, constituindo-se o seu reservatório, face as condições naturais de localização, num canyon, uma fonte de turismo na região, através da navegação no trecho entre Paulo Afonso e Xingó, além de prestar-se ao desenvolvimento de projetos de irrigação e ao abastecimento d’água para a cidade de Canindé/SE.

## Cultura

### Pontos turísticos

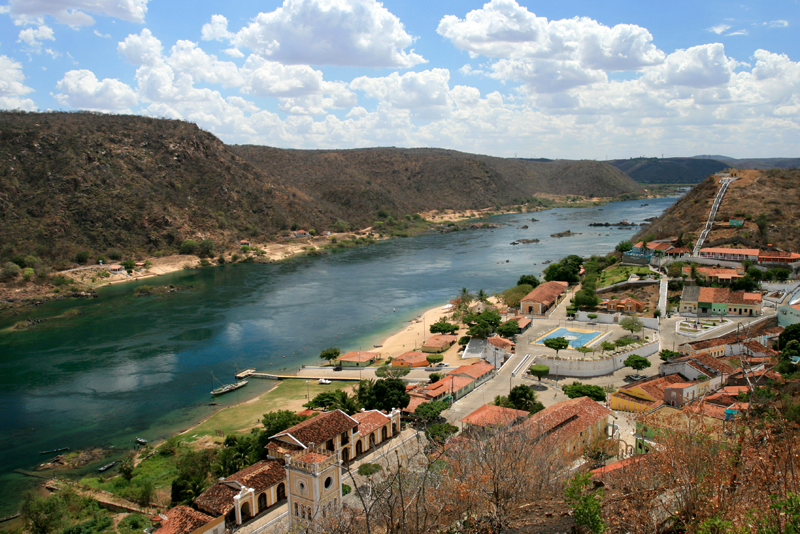
Cidade histórica de Piranhas

Os destinos mais procurados atualmente são: Maceió, Maragogi, Japaratinga, Barra de São Miguel, Piaçabuçu, Marechal Deodoro, Piranhas e Penedo esse último tem um grande potencial turístico e histórico. Além dos festejos de Bom Jesus dos Navegantes que começam de 8 a 15 janeiro com balsas que atravessam desde Alagoas até Sergipe e voltam a Penedo, depois em terra começam os fogos sinalizando a chegada das embarcações e assim as festas com os shows de bandas musicais.
Outros pontos visados pelos turistas são as praias do estado. Dentre as mais procuradas estão: Praia de Pajuçara, Praia de Ipioca, Praia da Sereia e Praia de Cruz das Almas, todas em Maceió. Além disso, um dos destinos mais procurados na cidade são: Mercado do Artesanato, Museu Pierre Chalita, Museu Théo Brandão de Antropologia e Folclore e Museu do Esporte.
Outros locais procurados pelos turistas incluem: Passeio às Galés, em Maragogi, Igreja de Nossa Senhora do Livramento, Ecopark, Foz do Rio São Francisco, Mirante da Praia do Gunga, Museu da Imagem e do Som, Catedral Metropolitana, Teatro Deodoro e Mirante, ambos em Maceió.
Outras cidades que recebem intensa movimentação turística são: Cajueiro, Quebrangulo, Santana do Ipanema, Santana do Mundaú, São Miguel dos Campos, Satuba, Taquarana, União dos Palmares, Viçosa, Paripueira, Boca da Mata, Barra de Santo Antônio, Branquinha, Capela, Lagoa da Canoa, Delmiro Gouveia, Olivença, Olho d'Água das Flores, Murici, Maravilha e Coruripe. Todas elas atraem turistas de várias partes do mundo e fazendo sua economia alavancar, sendo esse setor o que mais emprega e gera renda para diversas cidades do estado.
Maragogi é uma das cidades mas conhecidas de Alagoas, distante 131 km de Maceió, com uma população de 25 mil habitantes, é o segundo destino mais procurado de Alagoas. Devido ao rio que banha o local, Maragogi que significa "rio livre" deu nome ao povoado em 1892. A excelente infraestrutura turística, vários hotéis, pousadas, hotéis fazenda, restaurantes, centros de artesanato e várias opções de lazer agregam a qualidade dos serviços do município.

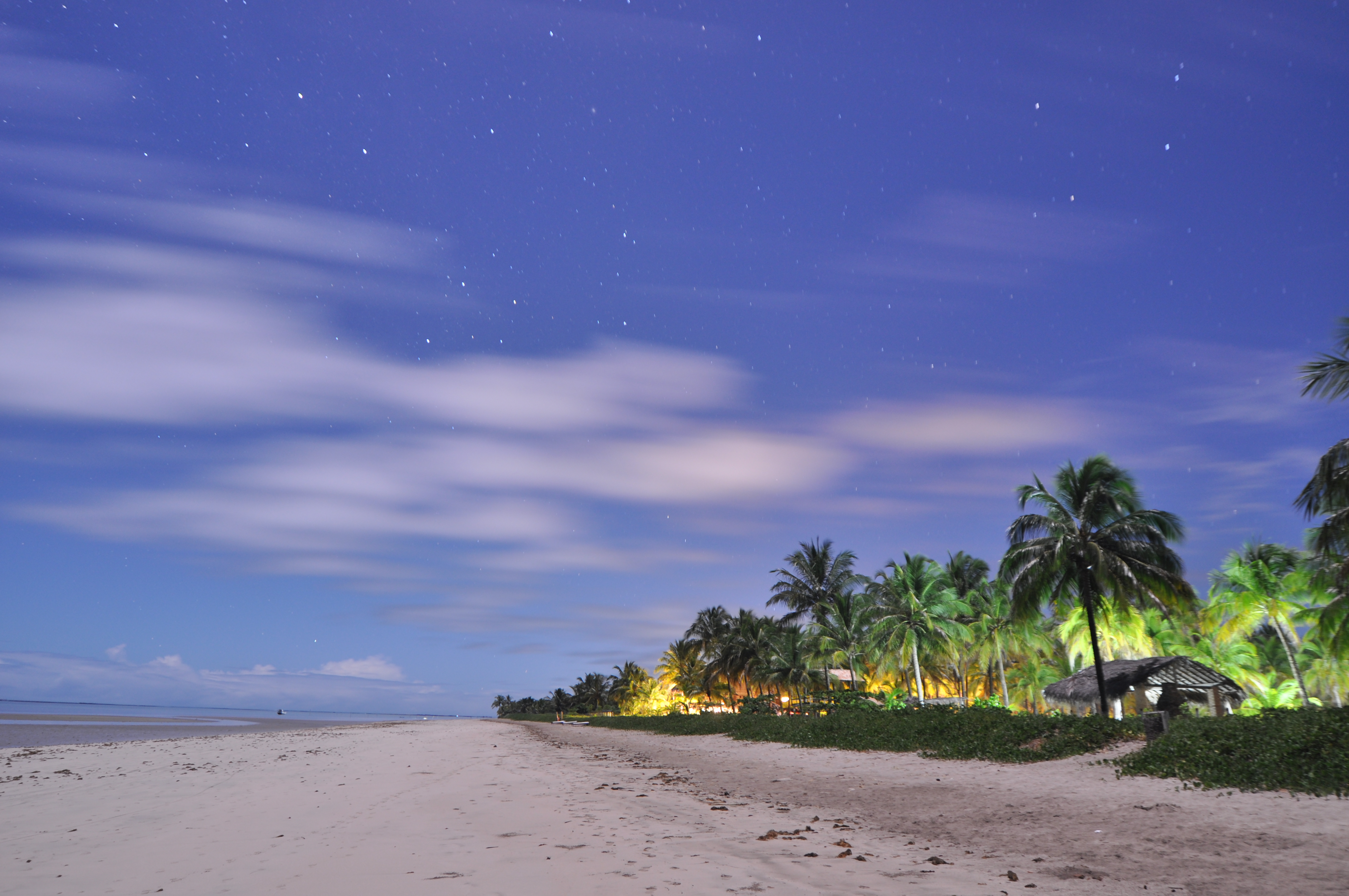
Praia do Toque em noite de lua cheia, município de São Miguel dos Milagres

Cenários como vilas de pescadores, fazendas com reservas e trilhas de mata atlântica, abundância de coqueirais, praias belíssimas de águas cristalinas, como as praias de São Bento, Peroba, Burgalhau, Barra Grande, além das galés formadas por recifes de corais a 6 km da costa, são algumas das riquezas naturais do município.
Maragogi tem um dos ecossistemas mais importantes do Brasil, a diversificada fauna e flora de espécies marinhas são locais ideais para mergulhos. Navegar pelos rios onde se encontra os preservados manguezais, praias, praticar esportes, tomar banhos de bicas, cachoeiras, todas essas cidades tem um contato com a natureza. Alagoas é conhecida por paraíso das águas justamente devido os ricos aquíferos no estado, bem como cachoeiras, rios, mar, lagoas. Algumas praias são geralmente comparadas às do Caribe.